# Víctor Milcíades Morel Bavera
Víctor Milcíades Morel Bavera (Nueva Australia, Coronel Oviedo, 9 de setembre de 1953) és un exfutbolista paraguaià de les dècades de 1970 i 1980.

## Trajectòria
Conegut amb el sobrenom del tigre, era un davanter centre alt (1,83 metres), gran rematador de cap. De fet marcà més gols amb el cap que no pas amb els peus. El seu primer gran èxit arribà l'any 1976, quan es proclamà campió paraguaià amb el Club Libertad. L'abril de 1980 fou fitxat pel RCD Espanyol, però només romangué dues temporades al club, amb 34 partits de lliga disputats i quatre gols marcats. Possiblement fou el menys brillant dels paraguaians que jugaren a l'Espanyol durant la dècada del 1970. Això no obstant, en la seva primera temporada (en la qual només jugà els cinc partits finals) fou l'autor d'un gol decisiu que evità que el club baixés a Segona Divisió. L'any 1981 retornà al Paraguai on defensà la samarreta de clubs com Sportivo Luqueño, Club Cerro Porteño, Club Guaraní, Club Libertad. Amb el seu darrer club, Club Cerro Corá de Campo Grande, es proclamà el 1990 campió d'Ascens. Amb Cerro fou el 1984 màxim golejador del futbol paraguaià amb 12 gols. Disputà 22 partits amb la selecció del Paraguai entre 1977 i 1983. L'any 1979 es proclamà campió de la Copa Amèrica de futbol.